# Vendat
Vendat (okzitanisch: Vindat) ist eine französische Gemeinde mit 2.269 Einwohnern (Stand: 1. Januar 2022) im Département Allier  in der Region Auvergne-Rhône-Alpes. Administrativ ist sie dem Kanton Bellerive-sur-Allier (bis März 2015: Kanton Escurolles) und dem Arrondissement Vichy zugeteilt.

## Geografie
Vendat ist ein Vorort von Vichy in der Landschaft Limagne bourbonnaise westlich des Flusses Allier. Das Gemeindegebiet wird auch vom Flüsschen Béron durchquert, das in der Nachbargemeinde Charmeil in den Allier mündet. Umgeben wird Vendat von den Nachbargemeinden Saint-Rémy-en-Rollat im Norden und Nordosten, Charmeil im Osten, Espinasse-Vozelle im Süden und Südwesten, Saint-Pont im Westen sowie Broût-Vernet im Nordwesten.

## Bevölkerungsentwicklung
| Jahr                       | 1962 | 1968 | 1975 | 1982 | 1990 | 1999 | 2006 | 2012 | 2018 |
| -------------------------- | ---- | ---- | ---- | ---- | ---- | ---- | ---- | ---- | ---- |
| Einwohner                  | 858  | 930  | 1185 | 1613 | 1881 | 1968 | 2124 | 2234 | 2232 |
| Quellen: Cassini und INSEE |      |      |      |      |      |      |      |      |      |

## Sehenswürdigkeiten
- Kirche St-Léger aus dem Jahr 1879
- Schloss Vendat
- Haus Les Penéteaux und Gutshof Les Penéteaux aus der zweiten Hälfte des 18. Jahrhunderts